# Великий Липовець (Жужемберк)
Великий Липовець (словен. Veliki Lipovec) — поселення в общині Жужемберк, регіон Південно-Східна Словенія, Словенія. Висота над рівнем моря: 456,5 м.